# Semana Farroupilha

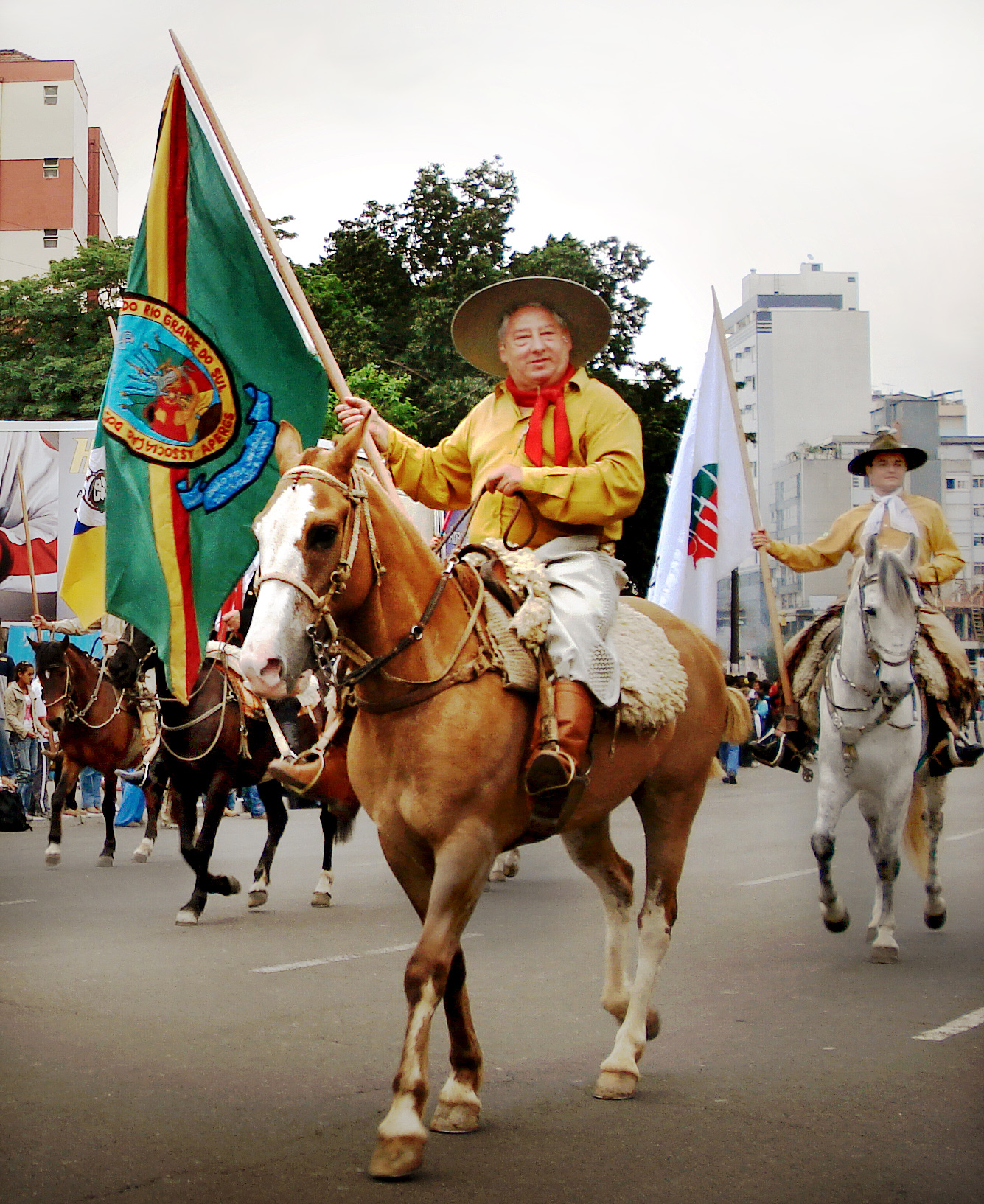
Coronel Gaúcho desfilando a cavalo na Semana Farroupilha de 2006.

A Semana Farroupilha é um evento festivo da Cultura gaúcha, que se comemora de 13 a 20 de setembro com desfiles em homenagem a líderes da Revolução Farroupilha. O evento é dedicado ao marco da Revolução Farroupilha, liderada pelo gaúcho Bento Gonçalves no século XIX. 
A Revolução Farroupilha foi mais longa revolução do Brasil, ocorreu entre os anos de 1835 a 1845 e tinha como ideais liberdade, igualdade e humanidade. Durante a semana farroupilha os gaúchos montam acampamentos e comemoram, tomando chimarrão e celebrando com desfiles e shows. Usam vestimentas a caráter: as prendas usam vestidos rodados e os homens bombacha, lenço, guaiaca e chapéu. Ocorre em todas as cidades gaúchas e algumas regiões de Santa Catarina.

## Etimologia da palavra “Farroupilha”
Segundo a etimologia desta palavra, o termo farroupilha vem de “farrapo” ou “roupas velhas”.
Na época, os revolucionários gaúchos eram chamados assim por causa das roupas que vestiam.